# Hôtel Desoër de Solières
L'hôtel Desoër de Solières, appelé également hôtel d'Elderen, est un ancien hôtel particulier du XVIe siècle situé en Belgique à Liège, au no 86 de la place Saint-Michel.

## Historique
L'hôtel Desoër de Solières, du nom de la dernière famille qui l'a occupé, a été bâti par un haut dignitaire ecclésiastique de la principauté de Liège, le chanoine Guillaume d'Elderen qui fut président du Conseil privé et de la Chambre des comptes du prince-évêque de Liège.
Le faste de la demeure Guillaume d'Elderen suggère la puissance de ce haut dignitaire. Érigée de 1555 à 1561, durant les règnes de Georges d'Autriche et de Robert de Berghes, cette vaste construction en « L » est située à mi-pente de la rue Haute-Sauvenière où elle jouxtait la petite église paroissiale Saint-Michel, détruite en 1824, et l'hôtel de Bocholtz.
Passé de mains en mains tout au long de son existence, saisi comme Bien national en 1794, puis rétrocédé ensuite à son propriétaire en 1797, l'ancienne demeure de Guillaume d'Elderen subira, au cours du temps, diverses altérations bien antérieures à son acquisition en 1882, par la baronne Adèle Wittert, l'épouse d'Oscar Desoër de Solières. En 1919-1920, le rez-de-chaussée est fort abîmé par l'installation de vitrines commerciales. C'est à cette époque que disparaisse les jardins et les fontaines de l'hôtel, mais les étages vont conserver leur élégance originelle, de type Renaissance italienne.
L'hôtel est classé en 1963. Malgré son abandon dans les années 1970, cette procédure évitera probablement sa démolition.
Toutefois, un rapport de la Ville de Liège, rédigé au lendemain du tremblement de terre de novembre 1983, souligne le mauvais état de l'immeuble. Il est acheté par la Communauté française en 1985 puis acheté par la Région wallonne.

### Rénovation
Le bâti est gravement endommagé lors d'un incendie en 1995 qui détruit la charpente du XVIe siècle de l'aile située rue Haute-Sauvenière. La restauration menée par le bureau d'architecture Philippe Greisch dans le début des années 2000 a permis de sauver l'édifice. Le bâtiment est alors agrandi d'un escalier circulaire en verre et en métal.
Depuis mai 2003, l'Espace Wallonie - Liège occupe le bâtiment.

## Architecture
Bien que ce bâtiment soit attribué à Lambert Lombard, aucun document ne confirme cette hypothèse.
La composition en « L » est formée de deux corps de bâtiment perpendiculaire et d'une tour placée à la jonction de ceux-ci. L'hôtel est construit en brique, tuffeau de Maastricht et calcaire. Le L épousait une cour intérieure fermée d'un mur percé d'un portail qui donnait sur la place Saint-Michel. Le tout est supprimé durant la seconde moitié du XXe siècle.

## Classement
L'hôtel Desoër de Solières est classé au Patrimoine immobilier de la Région wallonne en 1963.